# Річард Стернс (яхтсмен)
Річард Стернс (англ. Richard Stearns, 1927 — 25 січня 2022) — американський яхтсмен.
Срібний призер Олімпійських Ігор 1964 року в класі Зоряний.
Чемпіон світу в класі Зоряний 1962 року.
Чемпіон Північної Америки в класі Солінґ 1969 року.